# Hoher Hagen (Dransfeld)

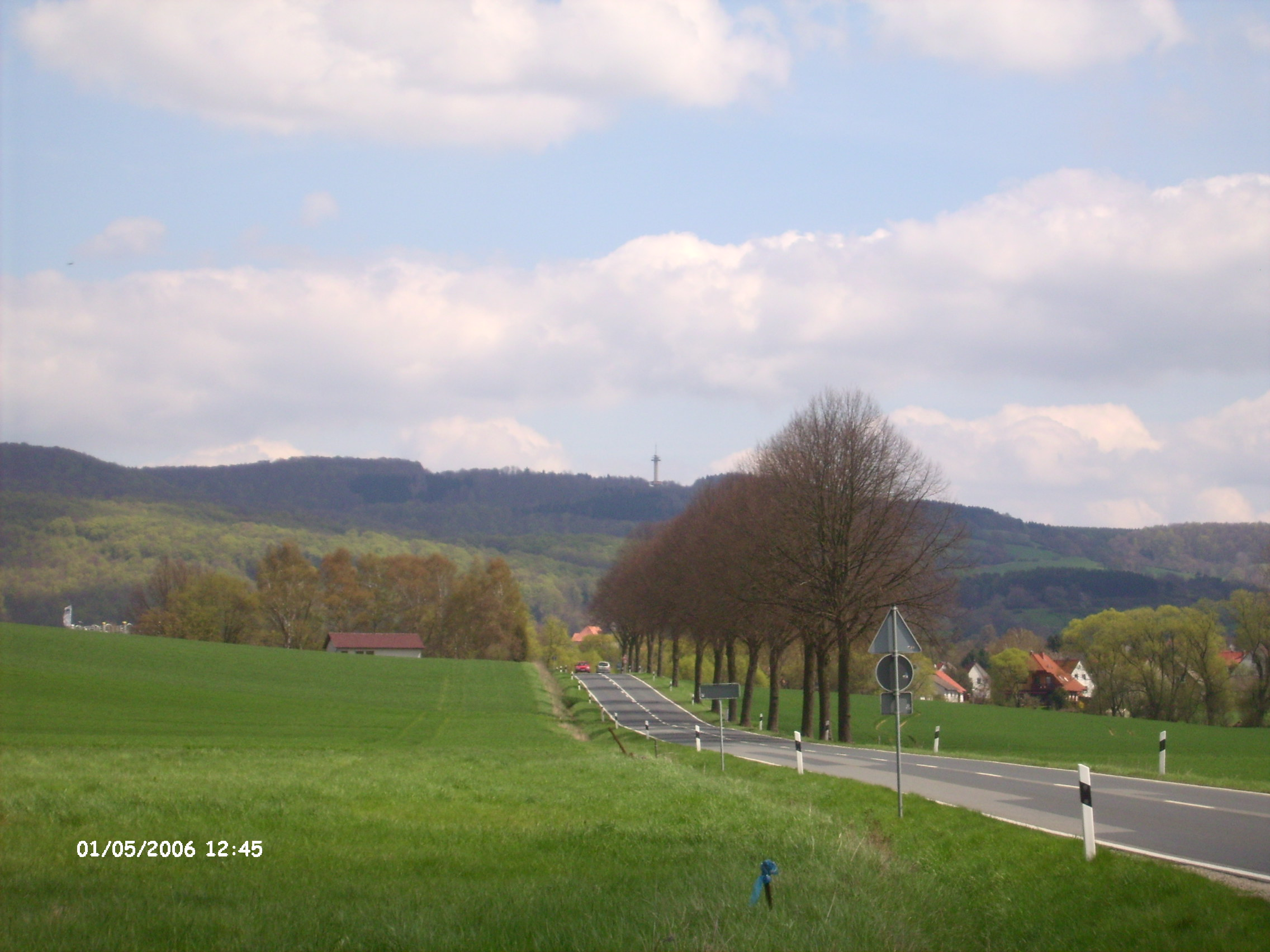
Blick von Mielenhausen nordostwärts entlang der Bundesstraße 3 über Häuser von Scheden hinweg zum Hohen Hagen

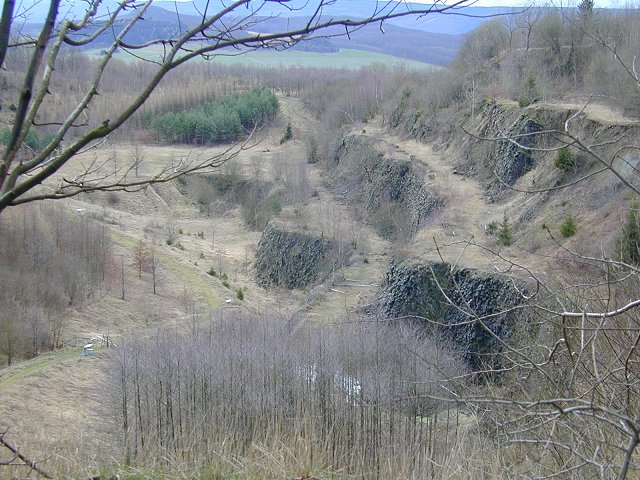
Blick in den Basaltbruch (Januar 2007)

Der Hohe Hagen ist ein etwa 492,5 m ü. NHN hoher Berg vulkanischen Ursprungs im nahe Dransfeld gelegenen Dransfelder Stadtwald, einem Mittelgebirgszug im südniedersächsischen Landkreis Göttingen. Er ist die höchste Erhebung der Dransfelder Gegend.

## Geographie

### Lage
Der Hohe Hagen erhebt sich etwa auf halber Strecke (Luftlinie) zwischen Göttingen im Nordosten und Hann. Münden im Südwesten im Naturpark Münden – in den Gebieten der Stadt Dransfeld (etwa Nordwest- und Nordteile), wo sich auch sein Gipfel befindet, der Gemeinde Jühnde (Ostflanke) und der Gemeinde Scheden (Südflanke). Der Gipfel des am Ostrand vom Dransfelder Stadtwald befindlichen Berges liegt etwa 3 km südlich des Dransfelder Kernorts. Etwas nordwestlich des Hohen Hagens liegt zwischen den Erhebungen Brunsberg (480,2 m) im Osten und Hengelsberg (463 m) im Westen die Quelle der Auschnippe. Auf der Nordostflanke entspringt der Dramme-Zufluss Häger Graben.

### Naturräumliche Zuordnung
Der Hohe Hagen gehört in der naturräumlichen Haupteinheitengruppe Weser-Leine-Bergland (Nr. 37), in der Haupteinheit Sollingvorland (371) und in der Untereinheit Südliches Sollingvorland (371.1) zum Naturraum Dransfelder Hochflächen (371.15).

### Berghöhe
Der Hohe Hagen ist laut der obersten Höhenlinie, die auf topographischen Karten im Bereich nordnordwestlich des Gaußturms am Haus Hoher Hagen ersichtlich ist, etwa 492,5 m hoch. Seine Höhe wird gelegentlich mit 508 m ü. NN angegeben; diese Zahl taucht teils noch in neueren Kartenwerken auf. Allerdings wurde der ursprünglich diese Höhe erreichende Gipfel im Zuge des Basaltabbaus im 19. und 20. Jahrhundert – vermutlich nach dem am 14. November 1963 erfolgten Einsturz des auf etwa 506 m Höhe errichteten Alten Gaußturmes – abgetragen. Manchmal werden rund 480 m als Berghöhe genannt. Die südlich des Gaußturms gelegene Spitzkurve der Hoher-Hagen-Straße (siehe Verkehr und Wandern) liegt auf 478,3 m Höhe, und südlich des Basaltsteinbruchs befindet sich auf einem Waldwegabzweig eine 482,9 m hohe Stelle.
Nach dem Haferberg (580,4 m), den beiden gleich hohen Steinbergen (Großer und Kleiner Steinberg; 541,8 m und 541,9 m hoch) und anderen Bergen im niedersächsischen Teil des Kaufunger Waldes bzw. im Naturpark Münden zählt der Hohe Hagen zu den höchsten Bergen im Südzipfel des Bundeslandes Niedersachsen.

## Geologie und Bergbau

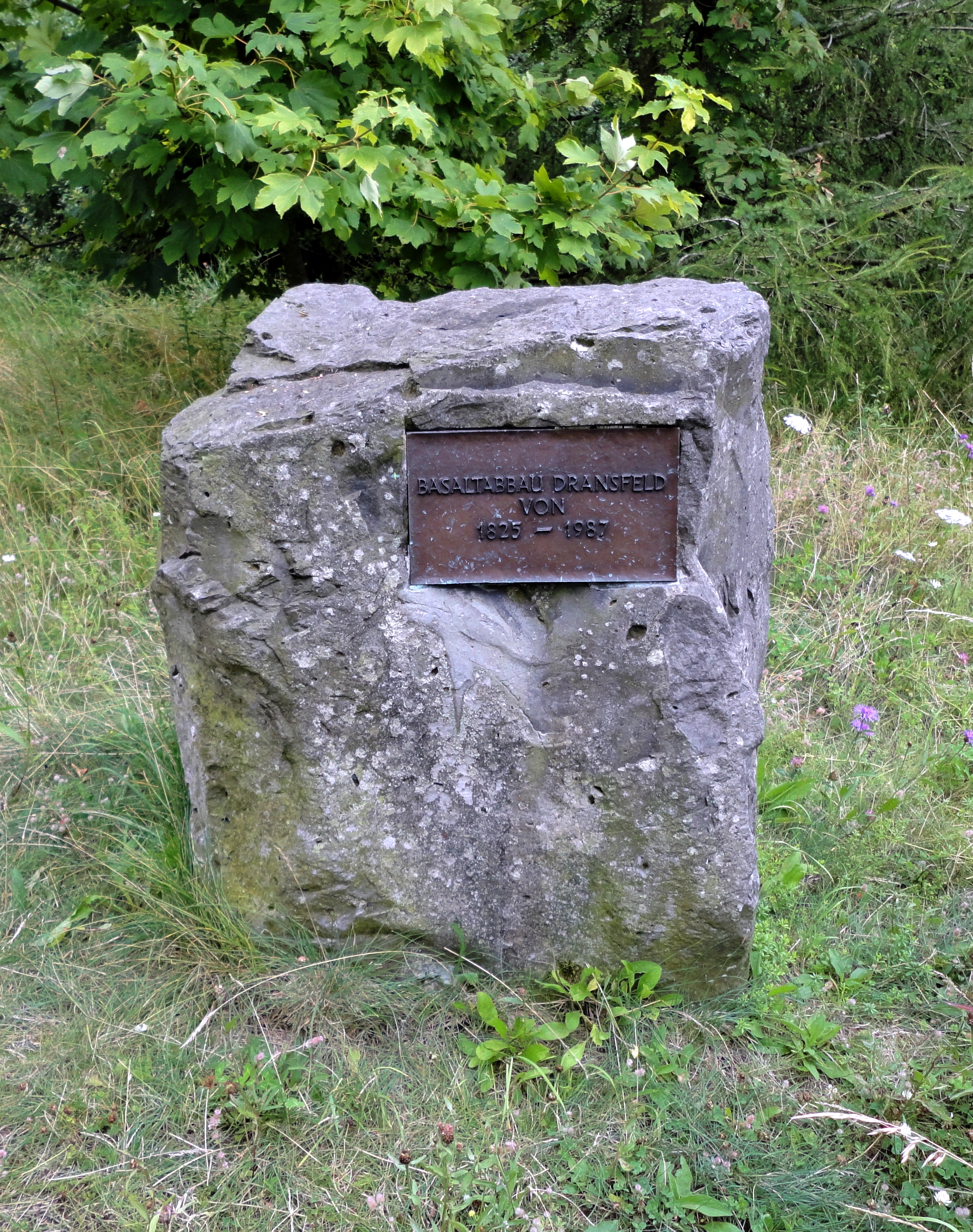
Basaltabbau-Denkmal

Der Hohe Hagen ist der Erosionsrest eines Vulkanschlots, der aufgrund der größeren Härte des Gesteins gegenüber den umliegenden Flächen als Härtling von der Abtragung herauspräpariert wurde. Das Vulkangebäude selbst ist nicht erhalten. Möglicherweise erreichte das Magma hier sogar nie die Oberfläche, sondern ist subeffusiv in die tertiären Lockersedimente eingedrungen. Dies ist anhand der heutigen Situation nicht mehr sicher entscheidbar. Der Vulkanismus am Hohen Hagen ist ein nördlicher Ausläufer des nordhessischen Vulkangebiets, der sich im südlichen Niedersachsen, nur westlich des Leinegrabens, mit einigen Ausläufern fortsetzt. Er ist aber nicht dessen nördlichste Kuppe. So besteht, unter anderem, der nahe gelegene Brunsberg und die etwa 10 Kilometer nördlich gelegene Bramburg (mit großem Basaltsteinbruch) ebenfalls aus Vulkaniten.
Der Hohe Hagen ist wegen der nahe gelegenen Universitätsstadt Göttingen, für deren Geologen sie lange der „Hausberg“ war, im 19. Jahrhundert intensiv erforscht worden, die erste Publikation erfolgte 1785. So besuchte der umfassend naturwissenschaftlich und auch geologisch interessierte Goethe, zu Besuch in Göttingen, den Berg im Jahre 1801, um den Basalt zu untersuchen. Es gibt aber nur wenige neuere Arbeiten. Das Gestein wurde bestimmt als Alkaliolivin-Basalt, also als ein basischer, kieselsäurearmer Basalt, wie er typisch für das nordhessische Vulkangebiet ist. Häufig eingeschlossen sind bis etwa faustgroße sogenannte „Olivinbomben“, das sind Xenolithe von Peridotit-Gestein direkt aus dem Erdmantel. Das Magma ist also direkt aus großer Tiefe aufgestiegen, ohne eine oberflächennahe Magmakammer ausgebildet zu haben. Der Basaltschlot besitzt (geomagnetisch nachgewiesen) einen Durchmesser von etwa 300 Meter, mit steilen bis senkrechten Begrenzungen zum Nebengestein. Das Alter des Basaltgesteins wurde nach Kalium-Argon-Datierung auf etwa 12 Millionen Jahre bestimmt, ein typischer Wert für das nordhessische Vulkangebiet. Ein direkter Zusammenhang des Vulkanismus zum nahe gelegenen Leinetalgraben gilt als unwahrscheinlich. Bei der Abkühlung entstanden Schwundrisse im abkühlenden Basaltgestein, die heute als meist sechseckige Basaltsäulen sichtbar sind. Die Basaltsäulen stehen immer senkrecht auf der Abkühlungsfläche des Magma, im Schlotbereich wie am Hohen Hagen also überwiegend waagrecht zur Erdoberfläche, da die Abkühlung vom Nebengestein der Schlotwände ausging.
Der Basaltschlot des Hohen Hagens ist unterlagert von unverfestigten, tertiären Sanden. Diese haben sich in einem schmalen Meeresarm, später in einer Niederung etwa auf Meeresspiegelhöhe, abgelagert. Die ursprünglich flächendeckenden Sedimente sind weit überwiegend der bis heute andauernden Hebung zum Opfer gefallen und blieben nur dort erhalten, wo ein Basalt-Härtling sie, wie am Hohen Hagen, vor der Abtragung schützte. Oft blieben einzelne Blöcke oder Blockfelder aus sekundär verfestigtem Quarzit zurück, die dann die einzigen Zeugen der alten Sande sind. Eine solche Quarzitblock-Gruppe sind die Opfersteine am westlichen Fuß der Bergkuppe des Hohen Hagen. 
Zuunterst liegen marine Sande aus dem Chattium, die zum Kasseler Meeressand gerechnet werden. Dieser ist hier nicht fossilführend, die ehemals wohl vorhandenen kalkigen Fossilien wurden später aufgelöst. Am Ende des Oligozäns zog sich das Meer  aus der sich langsam hebenden Region nach Norden zurück. Über den Kasseler Meeressand wurden limnische miozäne Sande abgelagert. In diese sind geringmächtige Braunkohlenflöze eingelagert, die sich in zeitweise bestehenden ausgedehnten Sumpfwäldern gebildet haben. Auf diese ging kurzzeitig hier und am nahe gelegenen Brunsberg Bergbau um. Im kontaktmetamorph durch den Basalt veränderten tertiären Nebengestein hat sich am Hohen Hagen das seltene Mineral Nontronit gebildet. Die tertiären Sedimente lagern diskordant auf dem mesozoischen Gesteinssockel, der hier aus Muschelkalk besteht. 
Der Abbau von Basaltgestein am Hohen Hagen ist ab 1825/26 belegt. Vorher ist eine kahle, unbewaldete Kuppe mit ehemals 508 Metern Höhe zu rekonstruieren. Bereits 1856 wurde der Steinbruch erweitert, in den 1920er Jahren setzte die bedeutendste Zeit des Basaltabbaus ein. Das Basaltbruchgebiet betrug damals über 11 Hektar. Die Basaltvorkommen am Hohen Hagen erschöpften sich, deshalb wurde der Abbau im Jahr 1971 eingestellt.
Die Geschichte des Basaltbruchs ist seit Herbst 2004 durch einen Geologie- und Bergbaupfad erlebbar.

## Schutzgebiete
Auf dem Großteil des Hohen Hagens liegen Teile des Landschaftsschutzgebiets (LSG) Weserbergland-Kaufunger Wald (CDDA-Nr. 325317; 1989; 285,018 km²). Auf seiner Süd- und Westflanke befinden sich solche des LSG Buchenwälder und Kalkmagerrasen zwischen Dransfeld und Hedemünden (CDDA-Nr. 555547221; 2011; 16 km²) und des Fauna-Flora-Habitat-Gebiets Buchenwälder und Kalkmagerrasen zwischen Dransfeld und Hedemünden (FFH-Nr. 4524-302; 14,96 km²).

## Geschichte
Im Zuge seiner Sommerreise nach Göttingen, Bad Pyrmont und Kassel bestieg Johann Wolfgang von Goethe am 14. August 1801 den Hohen Hagen. Er schrieb dazu in seinem Tagebuch:

„Nachmittags 2 Uhr in Dransfeld. Daselbst die Basaltbrüche besucht und den Hohen Hahn (platt Hauen Hohn) bestiegen, auf welchem man die schönste Aussicht genießt. So sieht man zum Beispiel den Brocken, den alten Hanstein, das Schloß Berlepsch, zwey Gleichen in ihren Ruinen, Göttingen, mit den umliegenden Dörfern, den Hainberg hinter demselben, die waldigen Harzgebirge, sodann Northeim und die alte Plessburg, ferner nach der Gegend von Holzminden und Höxter.“

Im Rahmen der von Carl Friedrich Gauß zwischen 1818 und 1826 per Triangulation durchgeführten Landesvermessung des Königreichs Hannover (Gaußsche Landesaufnahme) nutzte Gauß den Hohen Hagen als einen Dreieckspunkt für sein „großes Dreieck“ Hoher Hagen – Brocken – Großer Inselsberg. Dieses Dreieck mit den Seitenlängen 68 km (Hoher Hagen – Brocken), 84 km (Hoher Hagen – Großer Inselsberg) und 106 km (Brocken – Großer Inselsberg) war Basis zur Verknüpfung zahlreicher regionaler Vermessungsdaten.
Da Gauß schon damals eine nichteuklidische Geometrie für möglich hielt und er wusste, dass das Parallelenaxiom entbehrlich war, entwickelte sich zur Vermessung des großen Dreiecks die Legende, Gauß habe bei der Gelegenheit der hannoverschen Landesvermessung empirisch nach einer Abweichung der Winkelsumme besonders großer Dreiecke vom euklidischen Wert von 180° gesucht, wie etwa bei diesem Dreieck, das vom Hohen Hagen, dem Brocken und dem Inselsberg gebildet wird. Die Vermessung durch Gauß ist belegt, die oben erwähnte Vermutung zur Motivation ist dagegen unsicher. Max Jammer schrieb über das Ergebnis dieser gaußschen Messung:

„Es braucht kaum eigens gesagt zu werden, daß er innerhalb der Fehlergrenze keine Abweichung von 180° entdeckte und daraus den Schluß zog, die Struktur des wirklichen Raumes sei, soweit die Erfahrung darüber eine Aussage erlaubt, Euklidisch.“

## Bauwerke

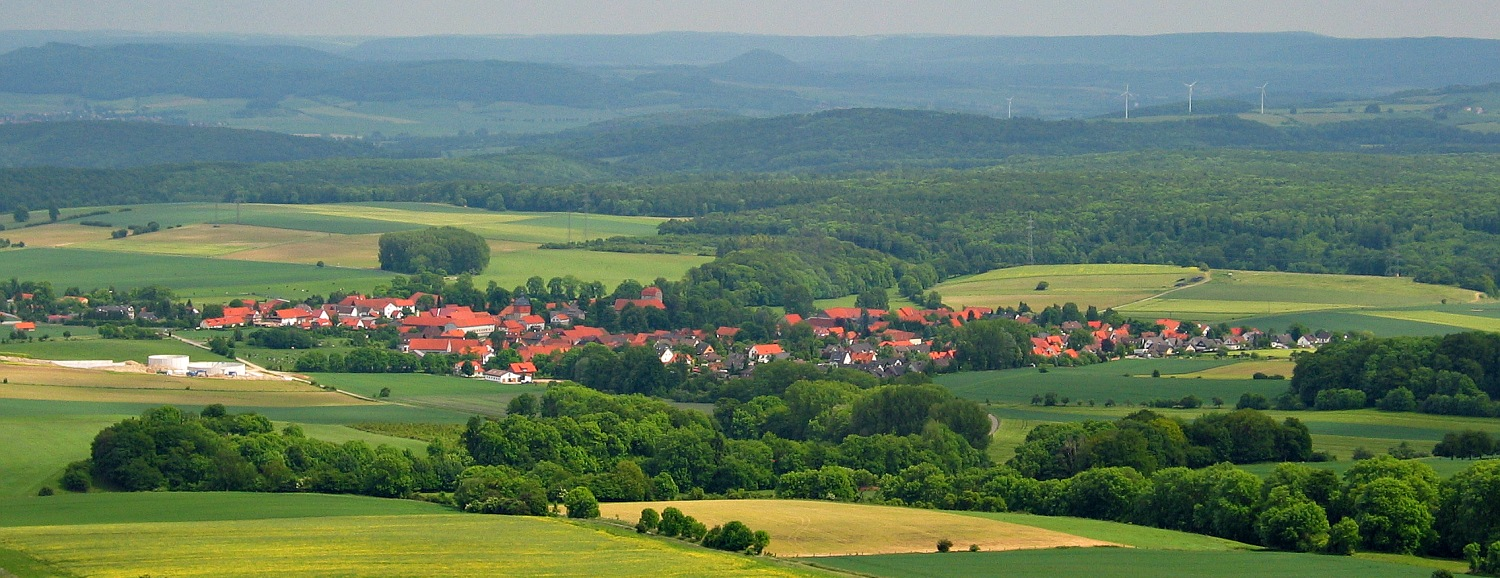
Blick nach Jühnde vom Gaußturm auf dem Hohen Hagen

### Gaußturm
Auf dem Hohen Hagen wurde 1909 bis 1911 der 32,3 m hohe Aussichtsturm Gaußturm (→ Alter Gaußturm) aus Basaltgestein erbaut. 1963 stürzte er aufgrund von durch Sprengungen im benachbarten Steinbruch verursachter Lockerung des Bodens ein. Der Turm wurde nicht wieder aufgebaut.
1964 wurde an benachbarter Stelle der 51 m hohe Neue Gaußturm aus Stahlbeton errichtet, ein 51 m hoher Sende- und Aussichtsturm mit Panoramarestaurant. Von seiner Aussichtsplattform auf 528 m Höhe fällt der Rundumblick nicht nur über den Dransfelder Stadtwald, sondern unter anderem auch zum Solling, nach Göttingen mit dem Göttinger Wald und dahinter liegendem Harz sowie zum Hohen Meißner, Kaufunger Wald, Habichtswälder Bergland und Bramwald mit jenseits davon befindlichem Reinhardswald.

### Haus Hoher Hagen

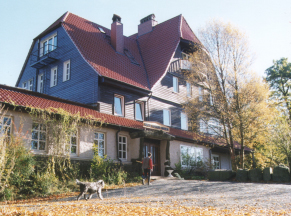
Haus Hoher Hagen

Auf der (heutigen) Gipfelregion des Hohen Hagens steht etwa 180 m nordnordwestlich vom Gaußturm mitten im Wald das Haus Hoher Hagen, ein 1914 erbauter ehemaliger Berggasthof, der seit 1982 als Schullandheim und Bildungsstätte genutzt wird. Träger sind der Förderverein der Georg-Christoph-Lichtenberg-Gesamtschule Göttingen, das Otto-Hahn-Gymnasium Göttingen sowie der Verein für außerschulische Bildung e. V. Das Selbstversorgerhaus verfügt über 40 Betten und wird an Gruppen vermietet.

## Freizeit und Sport

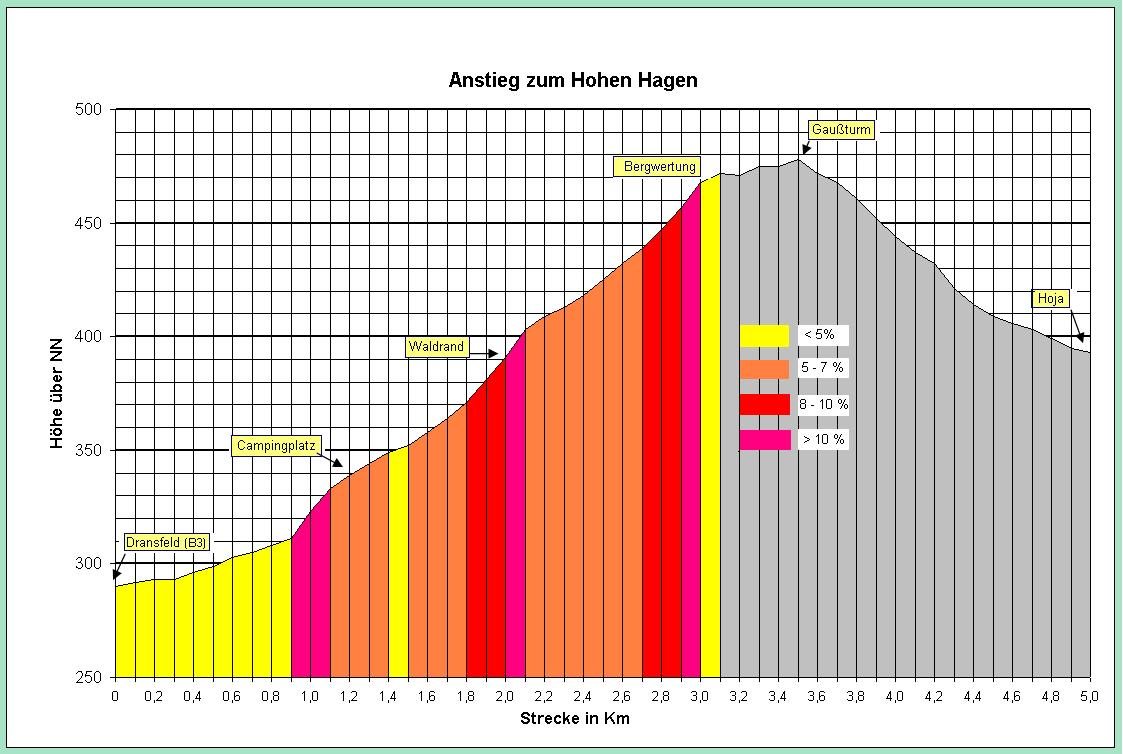
Anstieg zum Hohen Hagen

### Hasenmelkerlauf
Jeweils am 1. Mai findet seit 1998 der Dransfelder Hasenmelkerlauf, ein 10.900 m langer Volksberglauf statt, der von Dransfeld über den Hohen Hagen führt.

### Radsport
Seit 2004 verläuft auf der über den Hohen Hagen führenden Straße (siehe Verkehr und Wandern) ein Streckenabschnitt mit Bergwertung der Dritten Kategorie der Internationalen Niedersachsen-Rundfahrt für Radprofis und seit 2005 auch das Jedermannrennen mit Start und Ziel in Göttingen. Der Hohe Hagen ist der Hausberg des Radsportclubs RSC Hoher-Hagen, der sich um den Breitensport für Mountainbiker und Rennradfahren rund um den Hohen Hagen engagiert.

### Verkehr und Wandern
Auf den Hohen Hagen führt – vorbei an seiner Gipfelregion und am Gaußturm – eine schmale Straße, die zumindest auf Dransfelder Gebiet Hoher-Hagen-Straße und auch Zum Hohen Hagen genannt wird und auf dem Nordanstieg abschnittsweise über 10 % Steigung aufweist. Sie zweigt in Dransfeld von der Bundesstraße 3 ab und führt in Richtung Süden auf den Berg, um dann nordostwärts zur Landesstraße 559 (Dransfeld–Jühnde) zu verlaufen. Über den Berg verläuft der Europäische Fernwanderweg E6, der sich hier in die Normalroute und eine nach Hann. Münden führende Variante aufteilt. Neben lokalen Spazier- und Wanderstrecken (Geologiepfad), die hinüber führen, ist der Berg auch Station des Studentenpfads zwischen den Orten Rosdorf und Scheden und des Pilgerwegs Loccum–Volkenroda zwischen den Orten Dransfeld und Jühnde.